# Stainless Games
Stainless Games és una empresa desenvolupadora de videojocs que fa títols per Microsoft Windows i la Xbox Live Arcade de Xbox 360. És conegut per la creació de la saga Carmageddon.

## Videojocs
- Happy Tree Friends: False Alarm (2007)
- Centipede/Millipede (2007)
- Battlezone (2007)
- Asteroids/Asteroids Deluxe (2007)
- Missile Command (2007)
- Tempest (2007)
- Warlords (2007)
- Novadrome (2006)
- Crystal Quest (2006)
- Carmageddon II: Carpocalypse Now (1998)
- Carmageddon (1997)